# حصان الساحل
حصان الساحل (بالإنجليزية : the Sahel horse) هو سلالة أحصنة نشأت في مالي، وتنتمي لمجموعة أحصنة غرب إفريقيا البربرية. ويعتبر من الأحصنة البربرية التي تحمل دماء الحصان العربي.